# Metaborato de litio
El metaborato de litio (LiBO2) es un compuesto químico formado por litio, boro y oxígeno.

## Usos
El metaborato de litio o el tetraborato de litio (Li2B4O7), o una mezcla de ambos, puede ser usado como fundente en la preparación de muestras para su análisis por XRF, AAS, ICP-OES, ICP-AES e ICP-MS.  

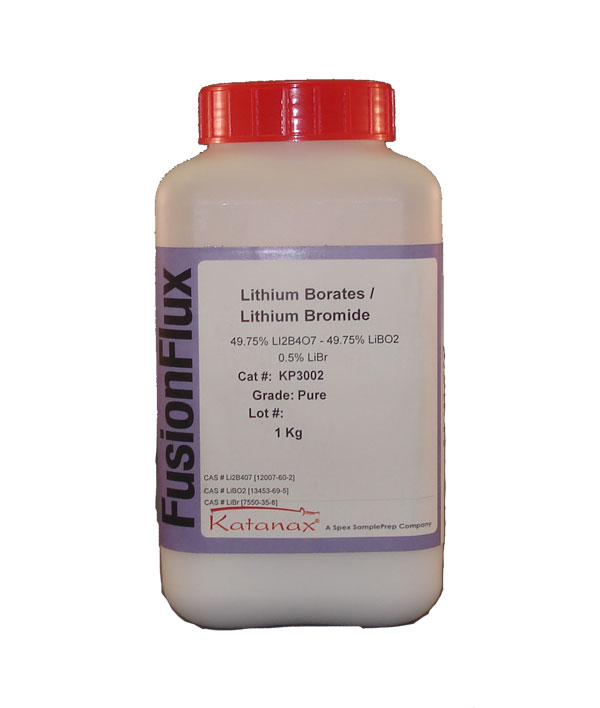
Mezcla fundente de metaborato de litio, tetraborato de litio y bromuro de litio.

Se ha utilizado, por ejemplo, para la determinación simultánea de Cr, As, Cd y Pb, y elementos mayores, al nivel de partes por millón, en suelos contaminados de bajo nivel usando espectrometría de fluorescencia de rayos X de energía dispersiva con excitación polarizada.